# 陸夢發
陸夢發（1222年—1275年），字太初，号晓山，歙人。
嘉定十五年（1222年）壬午秋八月二十三日生，宝佑四年文天祥榜进士。历任大理寺丞。德佑元年（1275年）乙亥秋七月二十四日於征討海盜時戰死，享年五十四歲。隔年夏天四月間，葬于歙县南乡辰岭。著有《乌衣集》、《圻南集》。有孫陸德和。